# Madecassophryne truebae
Madecassophryne truebae là một loài ếch trong họ Nhái bầu. Chúng là loài duy nhất của chi Madecassophryne. Chúng là loài đặc hữu của Madagascar.
Các môi trường sống tự nhiên của chúng là rừng ẩm vùng đất thấp nhiệt đới hoặc cận nhiệt đới, các khu rừng vùng núi ẩm nhiệt đới hoặc cận nhiệt đới, và vùng nhiều đá. Loài này đang bị đe dọa do mất môi trường sống.